# 2022年世界陸上競技選手権大会タンザニア選手団
2022年世界陸上競技選手権大会タンザニア選手団は、2022年7月15日から7月24日までアメリカ合衆国のユージーンで開催された第18回世界陸上競技選手権大会のタンザニア選手団。

## 選手団
- 人員: 選手 2人

## 選手名簿・結果
| 選手                 | 種目         | 結果          | 順位     |
| -------------------- | ------------ | ------------- | -------- |
| ガブリエル・ギエイ   | 男子マラソン | 2時間07分31秒 | 7位      |
| エマヌエル・ギサモダ | 男子マラソン | 途中棄権      | 途中棄権 |